# Louis Jolliet

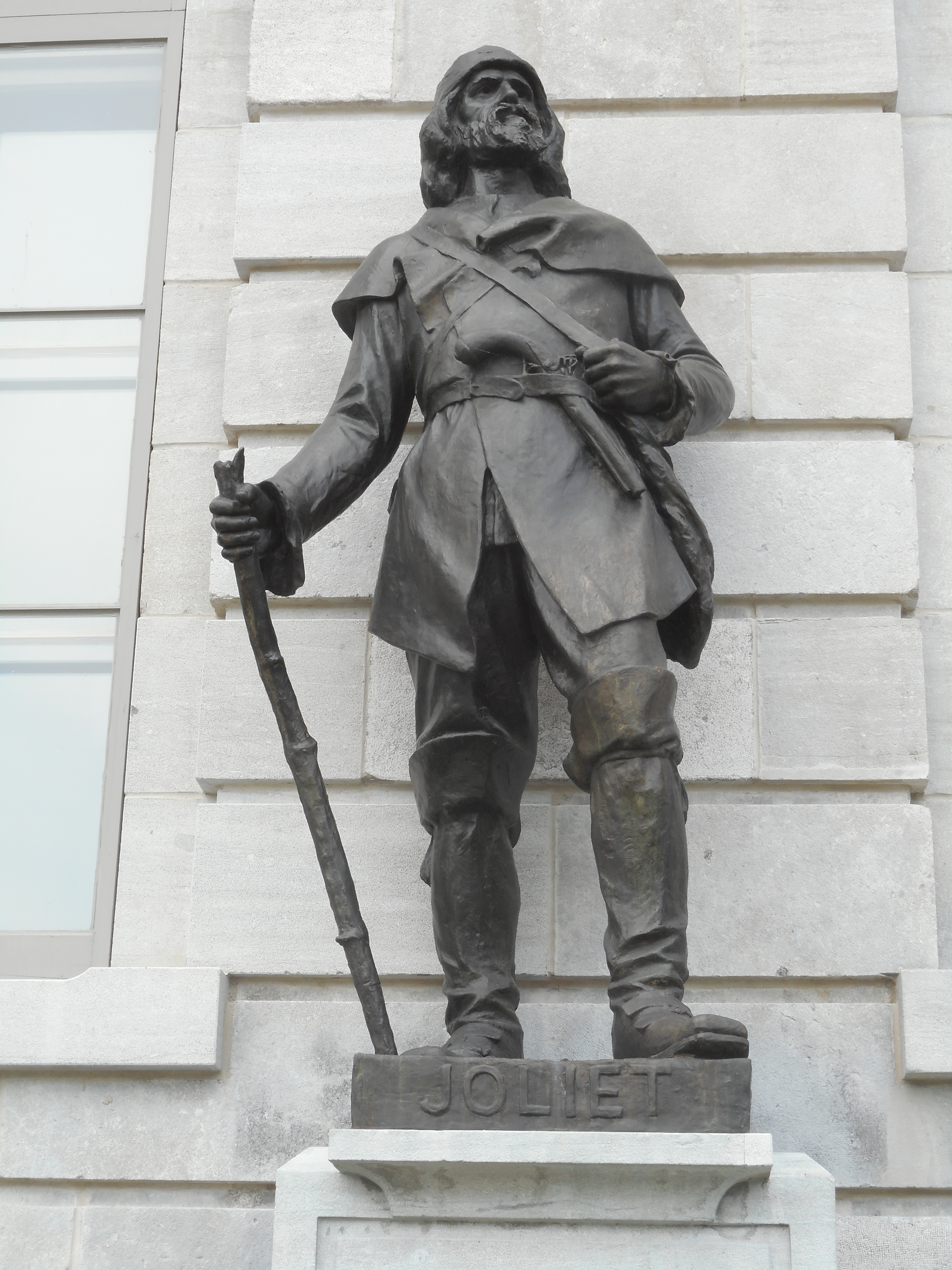
Louis Jolliet, Standbild vor dem Hôtel du Parlement du Québec, Fassade rechter Flügel (Skulptur von Alfred Laliberté).

Unterschrift von Louis Jolliet

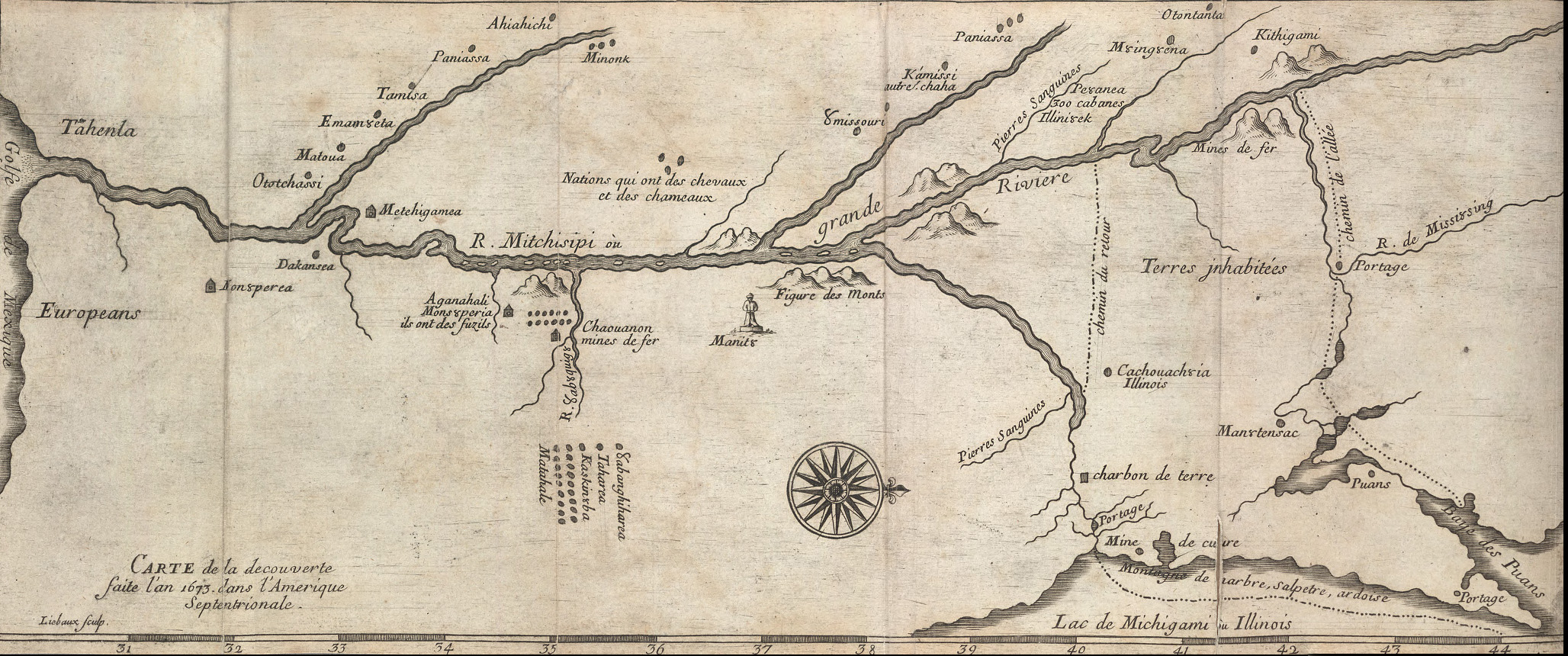
Karte des Flusssystems des Mississippi von ca. 1681 basierend auf der Expedition von Jolliet und Marquette von 1673

Louis Jolliet, auch Joliet, (* 21. September 1645 bei Québec; † zwischen Mai und Oktober 1700 am Nordufer des Sankt-Lorenz-Stroms) war ein französischer Entdecker, Pelzhändler, Hydrograf und Kartograf.

## Leben
Louis Jolliet wurde am 21. September 1645 nahe Québec in der französischen Kolonie Neufrankreich, dem späteren Kanada, als Sohn des Wagenmachers Jean Jolliet geboren. Als Zehnjähriger kam er auf das Jesuitenkolleg in Québec und studierte dort für das Priesteramt. Nach dem Abschluss 1667 verzichtete er jedoch auf ein geistliches Amt. Stattdessen begann er, mit seinem Bruder Adrien im unerforschten Hinterland Neufrankreichs mit den Indianern Handel zu treiben. Das nötige Kapital für die Karriere als „Waldläufer“ stellte ihm Bischof Laval von Québec zur Verfügung. Die erste Reise in die Region der Großen Seen unternahm jedoch Adrien zuerst ohne ihn.
Am 4. Juni 1671 hielt er sich trotzdem in dieser Region auf, denn er gehörte zu den Unterzeichnern einer in Sault Ste. Marie abgegebenen Erklärung, der zufolge Frankreich die Besitznahme des Gebietes der Großen Seen und aller angrenzenden Länder bis zum Pazifik, dem Golf von Mexiko und der Hudson Bay zugesprochen wurde. In der dortigen Jesuitenmission traf Jolliet wahrscheinlich den Jesuitenpater Jacques Marquette, mit dem er eine Expedition plante, um den Mississippi River zu finden, von dessen Existenz sie von Indianern gehört hatten. Sie hofften, auf diese Weise entweder eine Verbindung zum Golf von Mexiko oder zum Pazifik zu finden und auf diese Weise eine Verbindung nach China zu eröffnen. Die beiden konnten zwar die Unterstützung des Gouverneurs Frontenac gewinnen, erhielten aber keine finanzielle Hilfe durch die Krone.
Jolliet und Marquette brachen am 17. Mai 1673 zusammen mit fünf anderen Franzosen auf. Sie folgten dem Michigansee bis Green Bay, fuhren mit Kanus den Fox River hinauf, wechselten von diesem auf den Wisconsin River und folgten ihm flussabwärts zum Mississippi, den sie am 17. Juni erreichten. Obwohl sie zunehmend überzeugt waren, dass der Fluss in den Golf von Mexiko mündet und nicht in den Pazifik, folgten sie ihm bis etwa auf Höhe des Arkansas River. Als sie von Indianern von der Nähe zum Meer erfuhren und zudem vor feindlichen Stämmen gewarnt wurden, sowie spanische Handelswaren entdeckten, kehrten sie um, um nicht den Spaniern in die Hände zu fallen, die gegen Eindringlinge in ihre Kolonien mit aller Härte vorzugehen pflegten. Während der Rückkehr nach Neufrankreich im Sommer 1674 kenterte ihr Kanu in den Lachine-Stromschnellen. Louis Jolliet selbst wurde nach vier Stunden im Wasser von Fischern gerettet, aber seine Tagebücher und Karten waren verloren und mussten später aus dem Gedächtnis rekonstruiert werden.
1674 heiratete Jolliet und ließ sich in Québec nieder, verlor aber sein Interesse am Pelzhandel nicht ganz. 1676 gründete er eine Handelsgesellschaft für das Nordufer des Sankt-Lorenz-Stroms. Drei Jahre später erhielt er Ländereien auf der Mingan-Halbinsel sowie 1680 die riesige Insel Anticosti. 1679 reiste Jolliet im Auftrag des damaligen Gouverneurs Louis de Buade de Frontenac über Land an die Hudson Bay, um sich ein Bild von der dortigen englischen Präsenz und dem Pelzhandel zu machen.
Um 1690 war Jolliet nicht nur in der Kolonie Neufrankreich, sondern auch im Mutterland Frankreich und sogar in Groß-Britannien eine Berühmtheit, wozu die auf seinen Angaben basierenden Karten des Mississippi und des Sankt-Lorenz-Stroms erheblich beigetragen hatten. Diesen Ruhm übertraf er 1694 mit einer Expedition zur Erforschung der Küste von Labrador, bei der er bis zur Höhe des 65. Breitengrades kam, die ersten exakten Karten dieser Region anfertigte sowie genaue Beschreibungen über Land und Leute aufzeichnete. Im April 1697 folgte Louis Jolliet Jean-Baptiste-Louis Franquelin als Professor für Hydrographie am Collège des Jésuites de Québec. Er wurde 1680 zum „Hydrographen des Königs von Frankreich“ ernannt.1693 wurde er zum „Königlichen Hydrograph“ ernannt und am 30. April 1697 erhielt er eine weitere Grundherrschaft südwestlich von Québec, die er Jolliest taufte.
Louis Jolliet starb zu einem nicht genau bekannten Zeitpunkt zwischen Mai und Oktober 1700, als er auf dem Weg zur Insel Anticosti war, da sich ab Mai seine Spur verliert – wahrscheinlich auf einer seiner Besitzungen am Sankt-Lorenz-Strom. Ein Grab wurde jedoch nicht gefunden.

## Ehrendes Gedenken
Zahlreiche öffentliche Straßen und Gebäude in der Provinz und der Stadt Québec tragen seinen Namen, wie zum Beispiel die Schule für Erwachsenenbildung Centre Louis-Jolliet.
Hervorzuheben wäre sein Wohnhaus, in dem er in der Stadt Québec lebte. La maison Louis-Jolliet fungiert heute als Talstation der Standseilbahn Funiculaire du Vieux-Québec. Das 1683 von Louis Jolliet erbaute Haus, das er bis zu seinem Tod im Jahr 1700 bewohnte, wurde 1946 vollständig restauriert.
Direkt links neben diesem Wohnhaus ist in der Baulücke ein Denkmal mit Gedenktafel errichtet worden, das an den berühmten Sohn der Stadt und seine Entdeckungen erinnern soll.

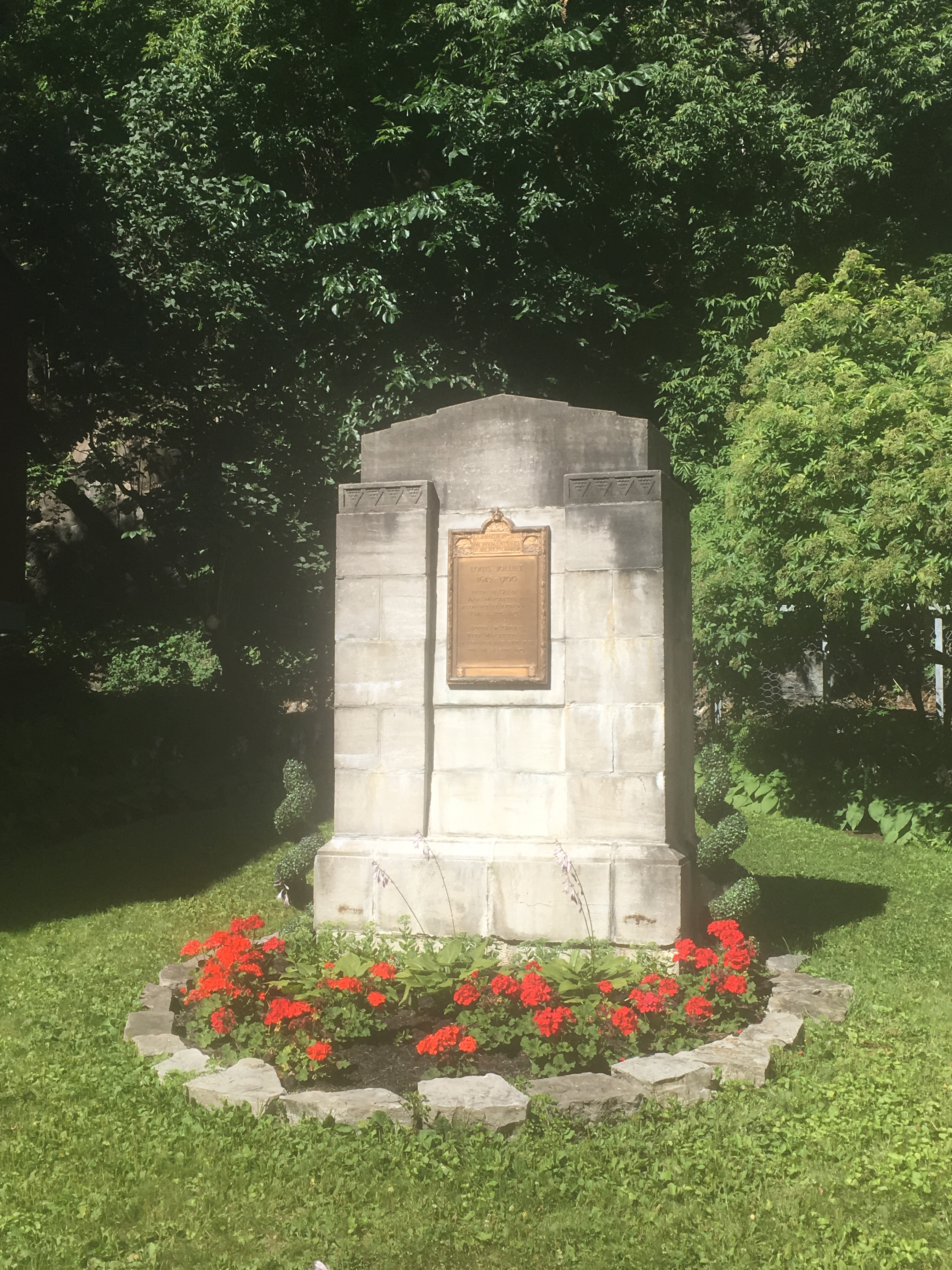
Gedenktafel für Louis Jolliet in Quebec City.

Auf einem vorgelagerten Sockel vor der Fassade des Parlamentsgebäudes Hôtel du Parlement du Québec in der Oberstadt von Québec ist seine Statue in Lebensgröße zu sehen.
Die kanadische Regierung, vertreten durch den für das Historic Sites and Monuments Board of Canada zuständigen Minister, ehrte Louis Jolliet am 24. Mai 1944 für sein Wirken und erklärte ihn zu einer „Person von nationaler historischer Bedeutung“.

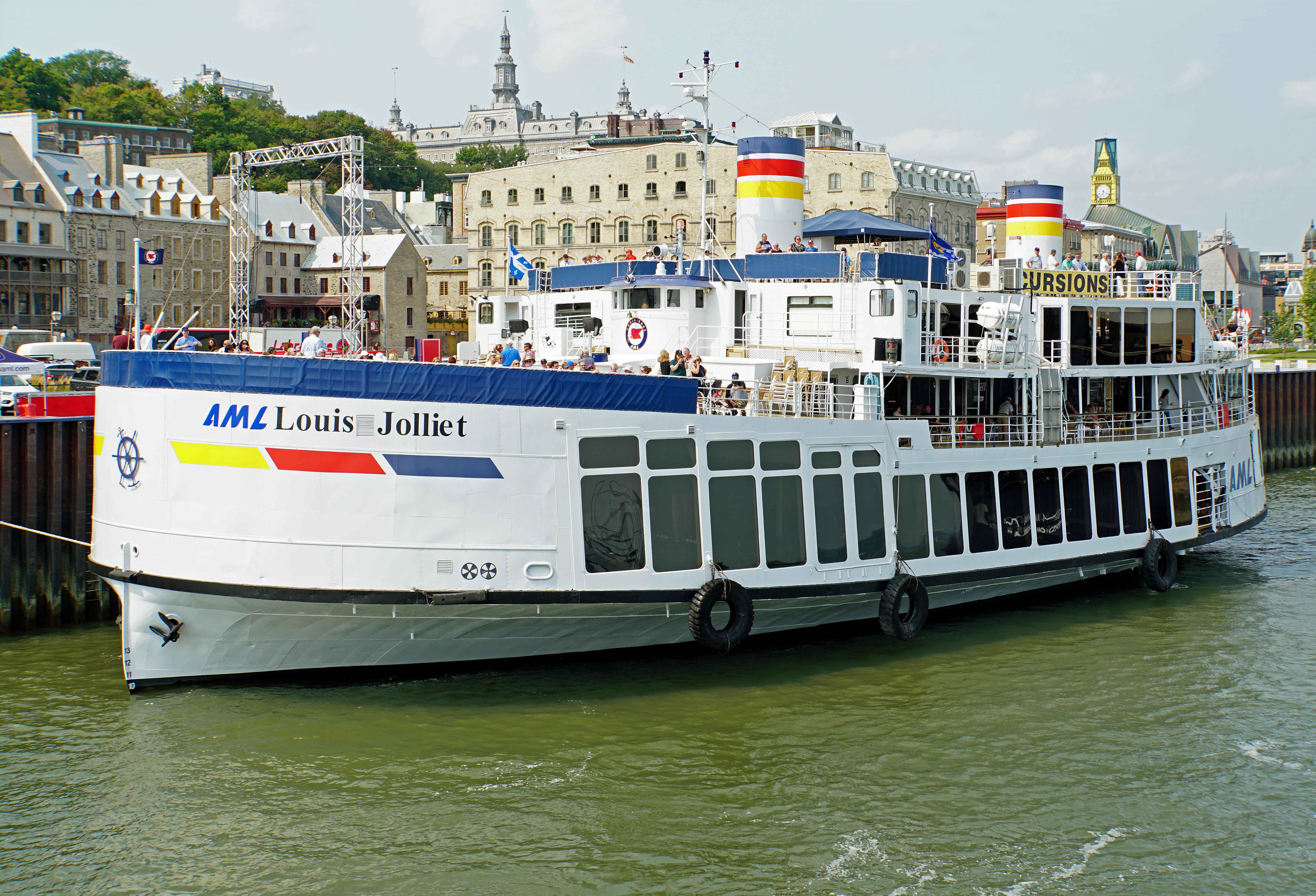
Die AML Louis Jolliet am Kai in Québec.

Eine ehemalige Fähre mit Standort in der Stadt Québec, die in ein Kreuzfahrtschiff für kleinere Touren auf den Sankt-Lorenz-Strom umgewandelt wurde, trägt seinen Namen.
Die folgenden Städte in den Vereinigten Staaten tragen seinen Namen:
- Joliet (US-Bundesstaat Illinois)
- Joliet (US-Bundesstaat Montana)
- Joliet (US-Bundesstaat Indiana)
- Joliet (US-Bundesstaat Pennsylvania)